# HD 173416 b
HD 173416 b es un planeta extrasolar situado aproximadamente a 440 años luz de distancia, en la constelación de Lyra, orbitandoi la estrella de tipo G HD 173416. Este gigante gaseoso fue descubierto el 10 de enero de 2009 por Liu et al.. Este planeta orbita a 1,16 UA de su estrella. Sin embargo, a pesar del hecho de que el planeta orbita el 16% más lejos de la estrella que la Tierra del Sol, su período orbital es de sólo 323,6 días, en comparación con los 365,25 días de la Tierra. Esta relación inversa es causada porque la estrella HD 173416 posee el doble de la masa de nuestro sol, lo que aumenta la fuerza de su campo gravitional. Esta evidencia implica que, cuando la estrella estaba en la secuencia principal, fue una estrella de tipo A.